# Ross Mullan

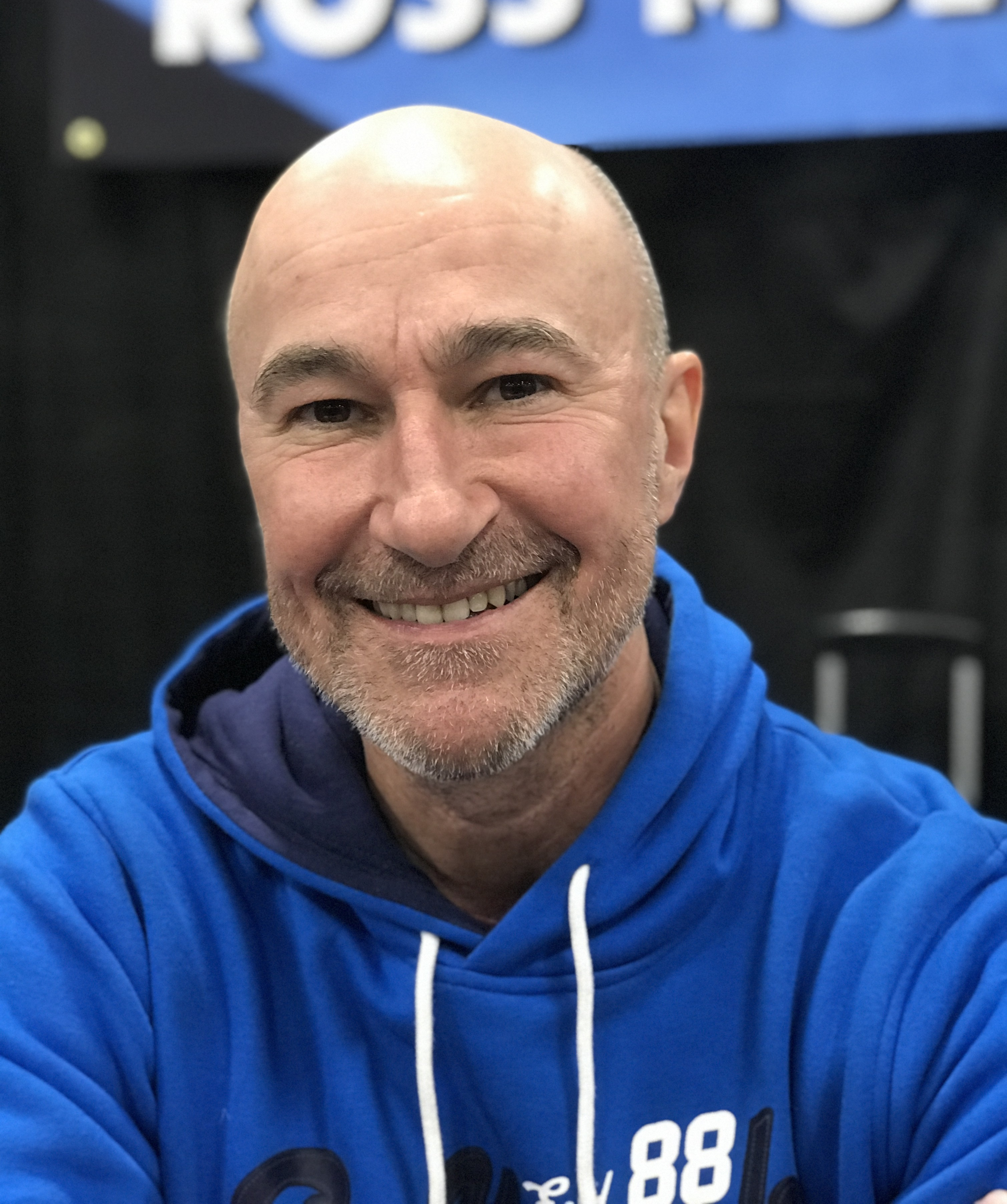
Ross Mullan, 2019

Ross Mullan (* 5. Januar 1967 in Montreal, Quebec) ist ein britisch-kanadischer Schauspieler.

## Leben und Karriere
Der 1,93 m große Ross Mullan wurde in der kanadischen Großstadt Montreal geboren, wo er auch aufwuchs und später in Kindertheaterstücken mitwirkte. Später besuchte er das John Abbott College und die Ryerson University, um an deren Theaterprogrammen teilzunehmen.
In der Folge zog er zunächst in die Hauptstadt Ottawa und eignete sich Fähigkeiten im Bereich des Puppenspiels an. Danach zog es ihn jedoch in das Vereinigte Königreich, wo er sich bald Theatergruppen anschloss, die in Europa und dem Mittleren Osten auftraten und dabei Werke wie Gullivers Reisen und die Sherlock-Holmes-Geschichten aufführten.
2002 stand er für den Kurzfilm Blow Job erstmals vor der Kamera. Es verging eine gewisse Zeit, bis er weitere Engagements in Film und Fernsehen übernahm. Von 2007 bis 2010 lieh er in der britischen Kinderserie Bear Behaving Badly einer Hauptrolle seine Stimme. 2010 war er als Pemphredo in einer Nebenrolle im Film Kampf der Titanen zu sehen. Von 2012 bis 2014 spielte er die Rolle eines Weißen Wanderers in der Erfolgsserie Game of Thrones. Des Weiteren war er etwa in Howl und in der Serie Doctor Who zu sehen.

## Filmografie (Auswahl)
- 2002: Blow Job (Kurzfilm)
- 2007: Weakest Link (Fernsehserie, Spezialfolge)
- 2007–2010: Bear Behaving Badly (Fernsehserie, 77 Folgen, Stimme)
- 2010: Kampf der Titanen (Clash of the Titans)
- 2012: When the Lights Went Out
- 2012–2014: Game of Thrones (Fernsehserie, 3 Episoden)
- 2013: The Sky in Bloom
- 2013–2015: Doctor Who (Fernsehserie, 3 Episoden)
- 2014–2015: Bloody Cuts (Fernsehserie, 2 Episoden)
- 2015: The Milky Way
- 2015: Howl
- 2016: Il Sonnambulo (Fernsehfilm)
- 2017: Sharknado 5: Global Swarming (Fernsehfilm)
- 2019: Zoo-Head
- 2023: Ant-Man and the Wasp: Quantumania